# Afera mailowa
Afera mailowa – afera polityczna w Polsce, która wybuchła 4 czerwca 2021 roku po publikacji w serwisie Telegram prywatnej korespondencji ze skrzynki pocztowej ówczesnego szefa KPRM Michała Dworczyka.

## Przebieg afery
8 czerwca 2021 roku na koncie żony Michała Dworczyka na Facebooku opublikowano post informujący, że doszło do włamania na skrzynkę mailową jej męża. Podano tam link prowadzący do kanału na Telegramie „Poufna Rozmowa”. Przez następne miesiące publikowano tam wykradzione maile zawierające kulisy prowadzenia polityki przez otoczenie premiera Mateusza Morawieckiego. Polski rząd odmówił szerszego skomentowania sprawy twierdząc, że za atakiem stoją służby rosyjskie, którym nie należy pomagać w destabilizacji kraju. Nie potwierdził ani nie zaprzeczył prawdziwości korespondencji. Telegram ostatecznie na jego prośbę usunął kanał, a publikujący przenosili się na inne platformy, aż w końcu założyli stronę internetową, z której korzystają do dziś. Dla kilku domen dostęp z Polski został zablokowany (na poziomie serwerów DNS operatorów telekomunikacyjnych) na wniosek Agencji Bezpieczeństwa Wewnętrznego.
Poufna Rozmowa publikuje też więcej wycieków mailowych, w tym ze skrzynek należących do:
- Daniela Obajtka[4],
- Joachima Brudzińskiego[5].

## Treść maili
Treści opublikowanych maili wielokrotnie pokazywały nadużycia polskiego rządu. Zdaniem wielu ekspertów, już samo używanie niezabezpieczonego prywatnego, a nie państwowego emaila do załatwiania spraw państwowych jest nielegalne.

### Konsultacje rządu z Trybunałem Konstytucyjnym
4 lipca 2022 roku ujawniono maile ze stycznia 2019 sugerujące prowadzenie naruszających zasadę niezawisłości Trybunału Konstytucyjnego konsultacji między Michałem Dworczykiem a prezesem TK Julią Przyłębską. Z treści wiadomości wynika, że Dworczyk odwiedził Przyłębską w celu omówienia zbliżających się w TK rozstrzygnięć. Szef KPRM wymienia w mailu trzy sprawy, podając daty, przewidywanych przewodniczących składu oraz szacowane koszty dla budżetu państwa w ważnym roku wyborczym.
Mateusz, odwiedziłem dziś (wkrótce po Twojej rozmowie) p. Julię P. Omówiłem z panią prezes 3 tematy.

### Ustalanie przekazu w mediach publicznych
W styczniu 2022 roku opublikowano maile z 2018 roku, z których wynika, że nieformalny doradca premiera Mariusz Chłopik miał prosić prezesa TVP Jacka Kurskiego i szefa „Wiadomości” Jarosława Olechowskiego o przygotowanie ataku na Sąd Apelacyjny w Warszawie, który przed wyborami samorządowymi w 2018 roku nakazał sprostowanie premierowi Mateuszowi Morawieckiemu nieprawdziwych wypowiedzi.
Dobry Wieczór, Jacek, Jarek podsyłam poniżej efekt narady kilku znamienitych osób łapiących pewne linki w sądownictwie i powiązań między sędziami a różnymi sprawami. Po rozmowach mamy prośbę by jutro TVP bardzo ładnie zaatakowało te osoby, które taki wyrok wydały i generalnie warszawski sąd apelacyjny według topowych kancelarii w Warszawie to stajnia augiasza.
Treść maila pokrywa się z prawdziwymi wydarzeniami. W „Wiadomościach” TVP1 z 27 września 2018 roku nadano materiał atakujący sąd apelacyjny za niekorzystne dla premiera orzeczenie. Podobnych maili było wiele. Wskazały one na częste kontakty polityków PiS z dziennikarzami: Samuelem Pereirą, Jarosławem Olechowskim, Jackiem Karnowskim, Adrianem Klarenbachem oraz Tomaszem Sakiewiczem.

### Konflikt Mateusza Morawieckiego ze Zbigniewem Ziobrą
W listopadzie 2022 roku opublikowano maile pochodzące z września 2022, ujawniające głębokie konflikty w koalicji rządowej, szczególnie na linii Mateusz Morawiecki – Zbigniew Ziobro. Morawiecki rysował w nich scenariusz dymisji ministra oraz powołanie rządu bez Solidarnej Polski lub tylko z częścią jej posłów. Sugerował również, żeby po odebraniu Ziobrze kontroli nad prokuraturą, zająć się finansami jego partii.
Dalsze rządzenie w warunkach mniejszościowych jest trudne, ale nie niemożliwe. W warunkach kryzysu to dodatkowy argument, że pewne sprawy nie idą, bo przeszkadza nam opozycja i nielojalny Ziobro. (...) Po odebraniu ZZ kontroli nad prokuraturą, trzeba też ostro wziąć się za finanse SolPolu. Choćby po to, by część jego posłów była gotowa popierać nas w głosowaniach / przystąpić do PiS, nawet jeśli ze strachu.

### Próba zaproszenia do KPRM Olgi Tokarczuk
W marcu 2023 opublikowano korespondencję ujawniającą, że premier i jego otoczenie planowali politycznie rozegrać dostanie przez Olgę Tokarczuk Nagrody Nobla w dziedzinie literatury. Pisarka otwarcie deklaruje, że ma poglądy lewicowe, inne niż polski rząd. Jak pisał Mariusz Chłopik:
Może warto, żeby PMM ją zaprosił i dał jej jakąś nagrodę. To ona będzie w kropce. Będzie jej głupio jako obywatelce świata nie wziąć od Premiera nagrody. Weźmie to ją salon GW z Czerskiej znienawidzi.

### Sprawa Krzysztofa Skórzyńskiego
Z korespondencji ze stycznia 2021 roku opublikowanej we wrześniu 2021 roku wynika, że dziennikarz „Faktów” TVN Krzysztof Skórzyński co najmniej od 2010 roku utrzymywał nieformalne kontakty z Michałem Dworczykiem i doradzał mu w sprawach wizerunkowych. Wysyłał mu m.in. treści jego wypowiedzi na konferencjach prasowych:
Apelujemy do seniorów, którzy chcą jeszcze zapisać się na szczepienia, aby jutro zostali w domach i nie szli do przychodni POZ. Wszystkie terminy na szczepienia, które zostały zaplanowane do końca marca, zostały już zarezerwowane. Tym samym rozdysponowane już zostały wszystkie szczepionki, które dostarczą nam producenci do końca marca – dla ponad 3 mln osób.
Po ujawnieniu korespondencji zarząd TVN postanowił zawiesić dziennikarza do czasu wyjaśnienia sprawy. Po otrzymaniu wyjaśnień, Skórzyński nie wrócił jednak do „Faktów”, a zamiast tego zajął się m.in. relacjonowaniem skoków narciarskich i prowadzeniem programu Dzień dobry TVN.

### Kwestia lojalności posłów względem premiera
W październiku 2021 roku opublikowane maile, w których Michał Dworczyk analizuje lojalność posłów względem premiera. Dworczyk skomentował listę z ich nazwiskami używając maksymy oddziałów Waffen-SS:
Nie wiem, jaki był dobór osób zaznaczonych na zielono, ale jeżeli mielibyśmy kierować się starą sprawdzoną zasadą wygrawerowaną na sztyletach Waffen SS – „Meine Ehre heißt Treue” („moim honorem jest wierność” – red.) to poddałbym pogłębionej analizie i namysłowi numery: 1, 31, 33, 50 – nie mam pojęcia, 67, 76. Oczywiście są to bardzo fajni i porządni ludzie, natomiast za mało ich znam aby wypowiedzieć się ze 100 proc. pewnością.

#### Paliwo dla Ukrainy
13 marca 2023 roku opublikowano maile pomiędzy prezesem Polskiego Koncernu Naftowego Orlen Danielem Obajtkiem a premierem Mateuszem Morawieckim z 25 lutego 2022, dzień po rozpoczęciu inwazji Rosji na Ukrainę. Zawierały one prośbę władz Ukrainy o dostawy paliwa na potrzeby Sił Zbrojnych Ukrainy i dołączoną wcześniejszą rządową korespondencję z rozważaniami członków rządu na ten temat.

## Kwestia prawdziwości maili
Polski rząd odmówił wypowiadania się na temat prawdziwości ujawnionych korespondencji. Prawdziwość pojedynczych maili potwierdzili były wicepremier Jarosław Gowin, minister aktywów państwowych Jacek Sasin oraz europoseł Patryk Jaki.

## Sprawcy włamania
Polski rząd od początku utrzymywał, że za atakiem stoją służby białoruskie lub rosyjskie. Uzasadniał to tym, że Michał Dworczyk aktywnie wspierał organizacje zwalczane przez władze Białorusi. Zajmująca się cyberbezpieczeństwem amerykańska firma wywiadowcza Recorded Future po przeprowadzeniu analizy stwierdziła, że operacja została najprawdopodobniej przeprowadzona przez służby rosyjskie przy aktywnym udziale oligarchy Jewgienija Prigożyna.

## Konsekwencje
Wobec żadnej z osób pojawiających się w mailach nie zostały wyciągnięte konsekwencje. Michał Dworczyk złożył rezygnację z funkcji szefa KPRM 30 września 2022 roku, jednak nie wymienił afery jako jej powodu. Po rezygnacji pozostał ministrem-członkiem Rady Ministrów.
Po pojawieniu się informacji o powiązaniach afery z pułkownikiem Krzysztofem Gajem w czerwcu 2021 r, 23 czerwca Gaj został przeniesiony do rezerwy kadrowej 12 Dywizji Zmechanizowanej. Pułkownik odpowiadał w Sztabie Generalnym WP za stworzenie Wojsk Obrony Terytorialnej .